# Ekumena

Starověká mapa obývaného světa
Hérodotos ca 450 pred Kr.

Ekumena (řecky: οἰκουμένη „oikúmené“ - „obydlená“, tedy „obydlená země“) je „obývaný“ nebo „celý známý“ svět.
V helénismu v době Alexandra Velikého znamenala Oikúmené známou, obývanou část světa, někdy jen svět obývaný Řeky, tedy mimo svět obývaný barbary.

## Křesťanství
V křesťanském smyslu označuje slovo ekumena společenství všech křesťanských církví a jejich spolupráci. Ekumenismus pak je hnutí, které se snaží o sblížení a spolupráci různých křesťanských církví.

## Geografie
V geografii znamená ekumena souhrn území trvale osídlených a hospodářsky využívaných lidmi. Možnosti osídlení území limitují nejen rozloha, ale i další přírodní činitelé. Podstatný význam má možnost provozovat zemědělství.
Z celkové výměry pevnin je třeba z ekumeny vyloučit oblasti stálého ledu a sněhu (Antarktida, Arktida), asi 20 % celkové rozlohy pevnin, velehorské oblasti, celkem asi rovněž 20 %, oblasti s nedostatečnými srážkami (pouště a aridní oblasti), rovněž asi celkem 20 % pevninské rozlohy. Z toho plyne, že ekumena, část Země vhodná pro životní prostředí lidí, představuje přibližně asi 40 % rozlohy pevnin, tedy dvě pětiny rozlohy Země. To odpovídá asi 64 mil. km2. Ojkumena reka v Rusko v Magadanskoj oblasti